# 1,2,4-トリメチルベンゼン
1,2,4-トリメチルベンゼン（1,2,4-Trimethylbenzene）は、化学式C9H12の芳香族炭化水素である。慣用的にプソイドクメン（Pseudocumene）とも呼ばれる。
刺激臭のする無色の可燃性液体で、水にほとんど溶解しない。
コールタールや原油に含まれており、工業的には、石油蒸留時にC9芳香族炭化水素から分離される。

## 用途
ガソリン添加剤、無水トリメリット酸、SD溶剤、染料、香料などの原料として使用される。

## 位置異性体
トリメチルベンゼンには位置異性体として、1,2,4-トリメチルベンゼンのほか、1,3,5-トリメチルベンゼン（メシチレン）、1,2,3-トリメチルベンゼン（ヘミメリテン）がある。

## 関連法規
- 消防法による危険物（第四類 引火性液体、第2石油類）
- 大気汚染防止法：有害大気汚染物質
- 労働安全衛生法〔名称等表示〕：名称等を通知すべき有害物
- 海洋汚染等及び海上災害の防止に関する法律（海洋汚染防止法）：A類物質等
- 特定化学物質の環境への排出量の把握等及び管理の改善の促進に関する法律（化管法、PRTR制度）：第一種指定化学物質